# Проезд Мишина (Серпухов)
Проезд Мишина (Серпухов) — проезд в центральной части города Серпухов Московской области. Это одна из самых древних улиц города, историческое название — Кладбищенская улица. В советское время улица была переименована в честь активиста рабочего движения в Серпухове — Алексея Мишина.

## Описание
Проезд Мишина берет свое начало переходя из Борисовского шоссе, начиная с перекрестка с улицей Ворошилова и далее уходит в северо-западном направлении. Заканчивается проезд Мишина на пересечении с улицей Весенняя.
Проезд Мишина пересекают улица Ворошилова, Советская улица и Весенняя улица.
По ходу движения с начала проезда справа примыкает Рабфаковский проезд.
По ходу движения с начала проезда слева примыкает Серпуховская улица.
Нумерация домов ведётся со стороны улицы Ворошилова.
На всем своем протяжении по проезду Мишина осуществляется двустороннее движение транспорта.
Почтовый индекс проезда Мишина в городе Серпухов Московской области — 142200, 142203.

## Примечательные здания и сооружения

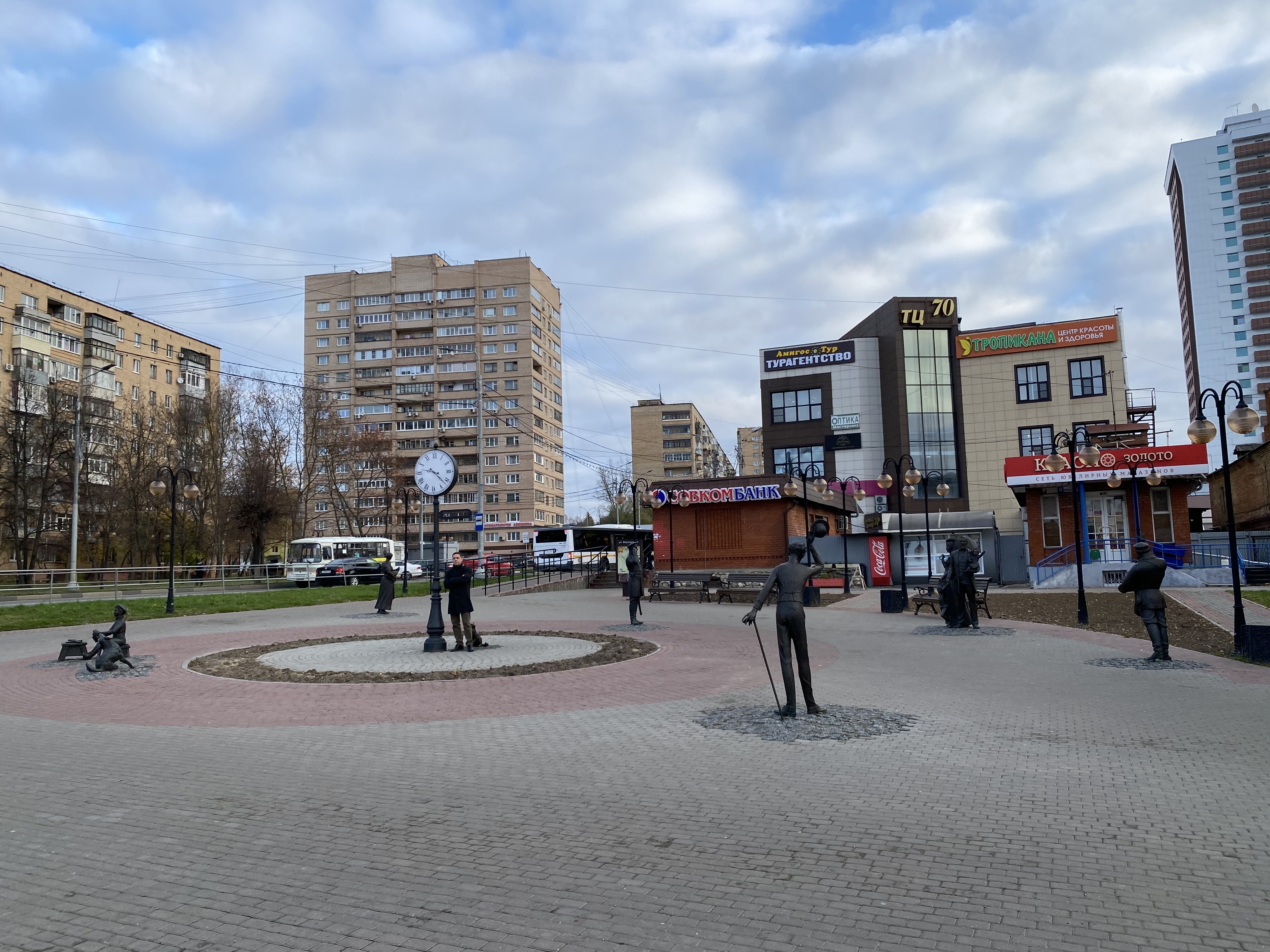
Скульптурная композиция «Ярмарка» на Сенной площади

- Жанровая скульптура «Два льва» (сквер на пересечении Советской улицы и проезда Мишина).
- Музей печати в Серпухове —  проезд Мишина, владение 2/7[2].
- Скульптурная композиция «Ярмарка» (Сенная площадь на пересечении Борисовского шоссе и улицы Ворошилова).
- Скейт-парк в сквере на проезде Мишина, в районе дома 12 Б. Парк располагается на площади 800 м2[3] и построен в рамках губернаторской программы «Спорт Подмосковья»[4].
- Муниципальное бюджетное учреждение дополнительного образования «Досуговый центр Юность» - улица Весенняя, владение 2.
- Государственное бюджетное профессиональное образовательное учреждение Московской области «Серпуховский колледж» — Рабфаковский проезд, владение 1/43[5]. Колледж ведет подготовку молодых специалистов в области экономики, гостиничного дела, строительства, туризма, банковского дела, технологов.
- Всехсвятское кладбище города Серпухова — в районе Рабфаковского проезда и Подольской улицы.
- Стадион «Труд» — проезд Мишина, владение 12 В. Стадион является домашней ареной местного футбольного клуба «Звезда».

## Транспорт
По проезду Мишина осуществляется движение городского общественного транспорта. Здесь проходят городские автобусные маршруты № 14, № 15, № 103 и № 363.